# Балка Березняги
Балка Березняги — річка в Україні, у Дніпровському й Нікопольському районах Дніпропетровської області. Права притока Солоної (басейн Дніпра).

## Опис
Довжина річки 12 км, похил річки — 3,3 м/км. Площа басейну 98,8 км². Місцями пересихає.

## Розташування
Бере початок у селі Кашкарівка. Спочатку тече на південний захід, біля Довгівки повертає на південний схід і на південно-західній околиці села Криничувате впадає у річку Солону, ліву притоку Базавлука.
Річку перетинає автошлях Т 0435